# 拓跋紇羅
拓跋紇羅（？—？），追尊魏神元帝拓跋力微曾孫，北魏宗室。

## 生平
起初，拓跋紇羅跟隨魏道武帝拓跋珪從獨孤部前往賀蘭部，招集舊日轄戶，得到三百家，拓跋紇羅和弟弟拓跋建以及各部落首领，共同请賀訥推舉魏道武帝为国君。當魏道武帝登上代王王位，拓跋紇羅時常在左右保护，又跟随魏道武帝征伐，有大功。拓跋紇羅有推舉擁立的謀略，特別受到優待賞賜。魏道武帝登基称帝后，拓跋紇羅被封上谷公，弟弟拓跋建也同一天被賜爵位為公。之后逝世。

## 儿子
- 拓跋題，北魏襄城王

## 延伸阅读
[在维基数据编辑]
 《魏書·卷14》，出自魏收《魏书》